# Baker University
Baker University är ett privat universitet i Baldwin City i Kansas i USA. Tillståndet att grunda universitetet beviljades den 12 februari 1858 av Kansasterritoriet några år innan delstaten Kansas upptogs i unionen. Lärosätet är uppkallat efter teologen Osman Cleander Baker.
Old Castle Hall, senare Castle Museum, var universitetets första byggnad och där hölls undervisningen fram till år 1871. President Abraham Lincoln donerade hundra dollar till ändamålet att bygga Parmenter Hall, vilket var den enda privata donationen han någonsin gav åt ett universitet. Baker University accepterade kvinnor tidigare än många andra universitet och när de första studenterna blev färdiga år 1866, ett år efter inbördeskriget, var de två män och en kvinna.

## Personer med koppling till universitetet

### Kända alumner och forskare

#### Näringsliv
- Andrew Cherng, entreprenör

#### Politik och samhälle
- Henry J. Allen, politiker, Kansas guvernör, senator
- Joseph L. Bristow, politiker, senator
- Homer Hoch, politiker, representanthusledamot